# Corey Hart
Corey Mitchell Hart (Montreal, Quebec; 31 de mayo de 1962) es un cantautor canadiense, más conocido por sus éxitos «Sunglasses at Night» y «Never Surrender». Ha vendido más de 16 millones de discos en todo el mundo y puntuado con 9 en el Billboard Top Chart estadounidense. En Canadá tuvo 30 top hits 40, incluyendo 11 en el top 10, en el curso de 30 años en la industria de la música.

## Biografía
Hart nació el 31 de mayo de 1962 en Montreal, Quebec, el más joven de los cinco hijos que tuvieron Mina (Weber) y Robert Hart, ambos nativos de Montreal. Su abuelo paterno fue un inmigrante judío ucraniano, mientras que su madre provenía de una familia judía de Rumanía. Hart creció en Montreal, España, México y Key Biscaine, Florida. Llegó a manejar tres idiomas (inglés, español y francés) debido a su educación en diferentes localidades. Sus padres se separaron cuando él tenía 10 años, entonces regresó a Montreal a vivir con su madre y su hermano mayor Robbie. Ha tenido especial relación con su madre, a quien está dedicado su primer trabajo discográfico. Su falta de contacto e intimidad con su padre puede verse plasmado en algunas de sus composiciones musicales también.  
Nominado al premio Grammy por nuevo mejor artista en 1984, ha tenido múltiples nominaciones al premio Juno y ha ganado en Canadá, inclusive el premio Diamante por su disco más vendido Boy in the Box (1985). También ha sido homenajeado por la Asociación Estadounidense de Autores, Compositores y publicistas (ASCAP) y su par Canadiense (SOCAN). 
Actualmente vive en las Bahamas con su esposa, Julie Masse, y sus cuatro hijos.

## Discografía

### Álbumes de estudio
| Año  | Álbum             | CAN | U.S. | CRIA                  | RIAA          |
| ---- | ----------------- | --- | ---- | --------------------- | ------------- |
| 1984 | First Offense     | 6   | 31   | 3× Platino (300 000)  | Oro (500 000) |
| 1985 | Boy in the Box    | 1   | 20   | Diamante (1 000 000+) | Platino       |
| 1986 | Fields of Fire    | 5   | 63   | 2× Platino (200 000)  | Oro           |
| 1989 | Young Man Running | 12  | 121  | Platino (100 000)     |               |
| 1990 | Bang!             | 24  | 134  |                       |               |
| 1991 | Singles           | 54  | —    |                       |               |
| 1992 | Attitude & Virtue | 41  | —    |                       |               |
| 1996 | Corey Hart        | 38  | —    | Platino               |               |
| 1998 | Jade              | 46  | —    |                       |               |